# Đặc khu liên bang
Đặc khu liên bang (federal district) hay đặc khu hành chính liên bang là một đơn vị hành chính chỉ có trong các hệ thống chính quyền liên bang như Hoa Kỳ và Malaysia. Thông thường, các đặc khu này không phụ thuộc vào một trong các đơn vị hành chính nào dưới liên bang. Đó thực chất là các địa khu riêng biệt dưới quyền quản lý trực tiếp của chính phủ liên bang và thường là thủ đô của chính quyền liên bang.

## Hoa Kỳ
Nơi đặt các cơ quan của chính phủ liên bang Hoa Kỳ tại Washington D.C. được gọi là đặc khu liên bang, đó chính là Đặc khu Columbia (District of Columbia, viết tắt là D.C.).
Ngoài ra, Chính phủ Hoa Kỳ cũng có vài loại "đặc khu liên bang" khác nữa và không có liên quan gì đến một thành phố thủ đô. Đó là:
- Đặc khu pháp lý liên bang: Hệ thống Tòa án liên bang Hoa Kỳ chia mỗi tiểu bang, cộng Đặc khu Columbia và Puerto Rico thành một hoặc nhiều đặc khu pháp lý liên bang.
- Đặc khu dự trữ liên bang: Cục Dự trữ Liên bang bao gồm 12 ngân hàng ở khắp nước Mỹ; mỗi ngân hàng trong 12 ngân hàng này phục vụ một đặc khu Dự trữ Liên bang.

## Malaysia
Tại Malaysia, thuật từ lãnh thổ liên bang (tiếng Malaysia: Wilayah Persekutuan) được dùng để chỉ ba lãnh thổ được điều hành trực tiếp bởi chính quyền liên bang, đó là Kuala Lumpur (thủ đô quốc gia), Putrajaya (trung tâm hành chính chính quyền liên bang) và đảo Labuan (trung tâm tài chính quốc tế ở ngoài khơi).

## Mỹ La tinh
Thuật từ Distrito Federal có nghĩa "đặc khu liên bang" trong cả hai thứ tiếng Tây Ban Nha và Bồ Đào Nha được dùng để chỉ:
- Đặc khu Liên Bang Argentina, ngày nay là thành phố tự trị Buenos Aires
- Đặc khu Liên Bang Mexico, ngày nay là Thành phố México
- Đặc khu Liên Bang Brazil